# Сидоровский, Анатолий Васильевич
Анатолий Васильевич Сидоровский (23 февраля 1927 года — 7 марта 1989 года) — бригадир котельщиков судоремонтного завода «Красная Кузница» Министерства морского флота СССР, Архангельск. Избирался депутатом областного и городского Совета депутатов трудящихся, член ЦК профсоюзов рабочих морского и речного флота, делегат съезда профсоюзов СССР и съезда профсоюзов рабочих морского и речного флота. Герой Социалистического Труда.

## Биография
Анатолий Сидоровский родился 23 февраля 1927 года в Маймаксанском округе города Архангельск. Отец Анатолия Василий Васильевич работал старшим бухгалтером в гидрометеослужбе, а мать была домохозяйкой. В 1943 году окончил шесть классов школы № 46 и поступил во второе фабрично-заводское училище при судоремонтном заводе «Красная Кузница». В 1945 году окончил училище и был направлен на завод судосборщиком 3-го разряда. В 1952 году возглавил бригаду судосборщиков и руководил её на протяжении более тридцати лет. Его бригада участвовала в подготовке первой советской антарктической экспедиции, занимаясь переоборудование дизельных двигателей электроходов «Обь» и «Лена». В 1971—1974 годах его бригада принимала участие в строительстве плавучего дока подъёмной силой 5000 тонн, а затем в постройке судна «Вавчуга».
Анатолий Сидоровский сформировал сплочённую бригаду, которая показывала высокое качество и темпы работы. Бригада была трижды участником Выставки достижений народного хозяйства СССР. 29 июля 1966 года указом Президиума Верховного Совета СССР за досрочное выполнение заданий семилетнего плана по развитию морского транспорта и выдающиеся производственные успехи Анатолию Васильевичу Сидоровскому присвоено звание Героя Социалистического Труда с вручением ордена Ленина и золотой медали «Серп и Молот».
Анатолий Сидоровский принимал активное участие в общественной работе. Избирался депутатом областного Совета депутатов трудящихся 11-14 созывов, городского Совета депутатов трудящихся 15-18 созывов. В 1968 году был делегатом 14-го съезда профсоюзов СССР, а также член ЦК профсоюзов рабочих морского и речного флота. В 1982 году был делегатом 11-го съезда профсоюзов рабочих морского и речного флота.
21 февраля 1984 года, решением Архгорисполкома Анатолию Васильевичу Сидоровскому было присвоено звание «Почётный гражданин Архангельска» за особые заслуги в хозяйственном и социально-культурном строительстве в городе Архангельске. В последние годы жизни работал в профессионально-техническом училище № 9 имени Героя Советского Союза С. Н. Орешкова в городе Архангельск. Скончался 7 марта 1989 года и был похоронен на Жаровихинском кладбище.

## Награды
- Орден Ленина, 29 июля 1966 года
- Медаль «Серп и Молот», 29 июля 1966 года
- Орден Трудового Красного Знамени, 1960 год
- Медаль «Ветеран труда», 1982 год
- Знак «Почётный работник морского флота», 1956 год
- Почётный гражданин Архангельска, 21 февраля 1984 года